# Бабий, Александр Николаевич
Алекса́ндр Никола́евич Ба́бий (укр. Олександр Миколайович Бабій; род. 9 июля 1968, Ташкент, СССР) — украинский футболист, защитник.

## Биография
Родился в Ташкенте, через год вместе с родителями вернулся в их родной Хмельницкий. Там начал заниматься футболом в детско-юношеской школе № 1 у тренера Владимира Сергеевича Козеренко.
В армии служил в Черновцах в разведывательном и мотострелковом батальонах. После армии играл в Бережанах, в 1990 году перешёл в «Темп» Шепетовка. До 1997 года играл в чемпионате Украины, в 1998—1999 — за российский «Зенит» Санкт-Петербург.
Затем выступал в коллективе физкультуры шахты «Украина» городка Украинска, с которым выиграл Кубок Украины среди любительских команд. В начале сезона 2000/01 играл за «Сталь» (Алчевск).
Карьеру игрока закончил в 2001 году в первом дивизионе России. Вернулся на Украину, работал детским тренером в спортивной школе № 5 Донецка, играл за ветеранов «Шахтёра».

## Достижения
- Обладатель Кубка УССР (1991) — «Темп» Шепетовка
- Обладатель Кубка Украины (1995, 1997) — «Шахтёр» Донецк.
- Обладатель Кубка России (1999) — «Зенит».